# الطبيب المخرب

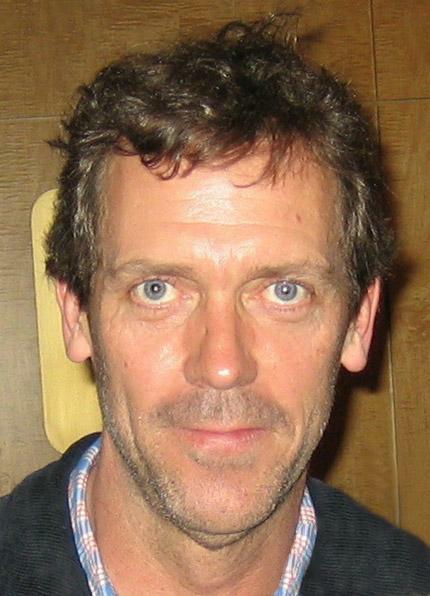
في المسلسل الدرامي، هاوس، أدى الممثل هيو لوري أداءً لامع في الدور البغيض في المسلسل الذي يوصف اليوم بأنه طبيب مزعج.

يشير مصطلح الطبيب المخرب (بالإنجليزية: disruptive physician)‏ إلى الطبيب الذي يتصف بالسلوك المتعجرف والمزعج ويسبب الإزعاج والتوتر للمرضى والموظفين الآخرين في المؤسسات الصحية. وتعرّف الجمعية الطبية الأمريكية هذا السلوك في قواعدها الخاصة بالأخلاق الطبية بأنه "السلوك الشخصي، سواء كان كلاميًا أو جسديًا، الذي يؤثر سلبًا على الرعاية الصحية للمرضى أو قد يؤثر سلبًا عليها في المستقبل". وتسبب هذه السلوكيات آثارًا سلبية مثل الروح المعنوية المنخفضة وعدم التركيز والتركيز الجيد، وصعوبة العمل الجماعي والتعاون والتواصل. وابتداءً من عام 2009، بدأت اللجنة المشتركة التي تعتمد المستشفيات في الولايات المتحدة في المطالبة بوجود مدونة سلوك مكتوبة تتناول هذه المسألة. وتعرّف هذه المدونة السلوك المقبول والسلوك المخرب، وكذلك السلوك غير المقبول في مكان العمل. وإلى جانب هذه التعريفات للسلوكيات، كتبت اللجنة المشتركة أيضًا طرقًا لإدارة هذه السلوكيات من أجل إصلاحها.
ذكر المؤرخ البريطاني سايمون صباغ مونتفيوري بوجود ميل ملحوظ عن الأطباء نحو الديكتاتورية والاستبداد. وتشمل شخصياته التاريخية ما يلي:
- بشار الأسد
- هاستنجز باندا
- فرانسوا "بابا دوك" دوفالييه
- فيليكس هوفويت بوانيي
- رادوفان كاراديتش
- وليام ووكر

## مقالات ذات صلة
- التنمر في الطب
- دوك مارتن
- دراما طبية
- سوء التصرف الطبي